# Seznam nosilcev spominskega znaka Štrihovec
Seznam nosilcev spominskega znaka Štrihovec.

## Seznam
(datum podelitve - ime)
- 6. oktober 1999 - Milko Rodošek